# Starnberger See
Lacul Starnberg, până în 1962 Würmsee, în limba germană Starnberger See, este un lac glaciar de apă dulce din Bavaria superioară (Germania), la 25 de kilometri sud-vest de München. El este după Lacul Constanța, Müritz, Chiemsee și Lacul Schwerin al cincilea lac ca suprafață din Germania, dar al doilea în cantitatea apei datorită adâncimii sale medie mari. El face parte din Țara de cinci lacuri (Fünfseenland). Aria lui este o zonă neîncorporată în Districtul Starnberg. Proprietar este statul bavarez.
eg. +

## Geografie
Lacul Starnberg este cel mai lung lac bavarez și are, de asemenea, cel mai mare volum de apă și, după Chiemsee, cea mai mare suprafață. El este situat într-un cav glacial, creat de ghețari din epoca de glaciație din Alpi și are o lungime de 20 km de la nord la sud și o lățime de 3 până aproape 5 km de la est spre vest. Coastele de est și vest cad abrupt spre lac. El are o singură insulă mică de 2,56 ha, Roseninsel (Insula rozelor), la 170 m de malul de vest în golful Feldafing, denumită până în secolul al XIX-lea Wörthinsel. Afluxul principal este râulețul Steinbach numit și Ostersee-Ach cu mai mulți afluenți (Seeseitenbach, Rötlbach, Starzenbach, Maisinger Bach, Lüßbach, Salchstattbach, Kuglmühlbach, Buchscharn, Wirtsbach, Marzenbach, Singerbach) cu numai 3,6 m³/s apă în mediu care curg mai întâi printr-un lanț de lacuri mici numiți Osterseen. Restul apei provine de la cele subterane. Singurul efluent este râul mic Würm (4,5 m³/s), după care lacul a fost denumit până în 1962. Bazinul hidrografic are o dimensiune 314,7 km², care constă din aproximativ 39% păduri și deșeuri precum 5,4% de zone urbane sau agricole (fără domeniul Osterseen). Apa are o adâncime de până la 128 m.
Următoarele comune au un mal cu lacul (în sens orar începând în nord):
- Starnberg, Districtul Starnberg, (nord)
- Berg, Districtul Starnberg, cu, între altele așezările Assenhausen, Kempfenhausen, Berg, Leoni ([nord-est)
- Münsing, Districtul Bad Tölz-Wolfratshausen, cu așezările Ammerland, Ambach, Degerndorf, Holzhausen, Pischetsried, Sankt Heinrich, Schechen, Weipertshausen, Wimpasing (sud-est)
- Seeshaupt, Districtul Weilheim-Schongau, cu cartierul Seeseiten (sud)
- Bernried, Districtul Weilheim-Schongau (sud-vest)
- Tutzing, Districtul Starnberg, cu așezarea Unterzeismering (vest)
- Feldafing Districtul Starnberg, cu așezarea Garatshausen (nord-vest)
- Pöcking Districtul Starnberg, cu așezările Possenhofen, Niederpöcking (nord-vest)

## Istoric
Cea mai veche denumire a lacului este Uuirmseo care se găsește într-un document din 818, care se referă la satul Holzhausen. [3] Mai târziu a purtat numele Wirmsee, corespunzător unei surse timpurie din timpul împăratului Ludovic al IV-lea al Sfântului Imperiu Roman (1314-1347). Numele s-a tras de la efluentul Wirm. La începutul secolului al XIX-lea, ortografia s-a schimbat în Würm și Würmsee.
Primul vapor de salon cu aburi și zbaturi a fost dus pe cale în 1851. A purtat numele Maximilian (după regele bavarez) cu o capacitate pentru 300 de persoane.
Din anul 1962, lacul este denumit oficial Starnberger See, termen folosit în popor deja de la sfârșitul secolului al XIX-lea, datorită construcții unei linii de cale ferată de la München la Starnberg (inaugurare pe 24 noiembrie 1854) care a fost frecventată de un număr mare de locuitori ai capitalei precum construcția unei gări de aripă mai întâi provizorie cu șase peroane denumită Starnberger Bahnhof pentru traficul de scurtă distanță (1893). Aceasta există până în prezent (peroanele 27-36 ale Gării Centrale München). Laculmai  poartă și porecla Fürstensee (Lacul Principilor).
Timp de 5 ani, începând cu anul 1971, a fost construit un inel de canalizare menajeră pentru evacuarea de ape uzate produse în comunele în jurul lacului în stații de epurare. De atunci apa este de calitate superioară și multe specii de pește se dezvoltă în ea (babușcă, biban european, Coregonus (de: Renke), crap, lin, mihalț, păstrăv de lac, plătică, Salvelinus alpinus, somn sau știucă), spre bucuria familiilor de pescari comercianți stabilite de secole în regiune.

## Recreere și sport
Lacul reprezintă o zonă importantă de recreere și sport, în special pentru locuitorii capitalei München, deoarece este ușor accesibil cu S-Bahn (tren urban rapid) spre Starnberg și Tutzing (S 6) cu trenul spre Seeshaupt, sau prin autosträzile A95 și A952.
- Pentru drumeți și bicicliști există un circuit de aproximativ 49 km lungime în jurul lacului care trece cu excepții scurte pe teren și drumuri forestiere blocate pentru traficul de autovehicule. Aproximativ 20 km al malului apei sunt accesibile în mod public.[11]
- Zone de recreere cu plaje de gazon, locuri pentru grătar, terenuri de volei, tenis de masă și zone pentru windsurf, cele mai cunoscute în Kempfenhausen și între Ambach și Sankt Heinrich, cea mai mare fiind aria de recreere a orașului München între Niederpöcking și Possenhofen (accesibil pentru toți)[12]
- Piscine naturale sau acoperite
- Posibilități pentru sporturi acvatice ca de exemplu scufundare, windsurf, navigație cu ambarcațiuni cu vele sau motor (restricționat), schi nautic (numai la anumite ore precum locuri speciale)
- Împrumut de bărci cu vâsle sau hidrobiciclete
- Vânzare de peste proaspăt sau afumat
- Multe restaurante și cafenele direct pe malul lacului
- Școli pentru windsurf și navigație
- Bayerische Seenschifffahrt (Asociația bavareză pentru navigația pe lacuri) operează servicii regulate, circuite turistice și servicii unice excepționale din aprilie până în octombrie cu 6 vase de coastă motor.[13]

## Obiective turistice în apropiere (selecție)
- Berg-Assenhausen: Turnul Bismarck[14])
- Berg: Biserica votivă și crucea mare comemorativă în lac pentru regele Ludovic al II-lea al Bavariei la mal[15] (nord-est)
- Bernried: Castelul Bernried, astăzi mănăstirea Maicilor de Misiune; Palatul Höhenried; Muzeul Buchheim=Muzeul Fantasiei cu colecția de artă a renumitului artist Lothar-Günther Buchheim (2001)
- Feldafing: Colonia de vile
- Münsing-Weipertshausen: Castelul Seeburg (sec. XIX)
- Pöcking-Possenhofen; Castelul Possenhofen, unde ulterioara Elisabeta, împărăteasa Austriei și-a petrecut copilăria
- Starnberg: Castelul Starnberg (sec. XI),  muzeul „Starnberger See”, faimoasa cafenea „Undosa”; Villa rustica, moșie antică română (la Leutstetten)
- Tutzing: Parohia Sf. Iosif (1829)
- Feldafing: Vizita Insulei rozelor (Roseninsel) cu un parc de diferite roze, fostul cazino, multe drumuri de plimbare (traversarea cu un feribot de la  Glockensteg (podețul clopotului)[16]

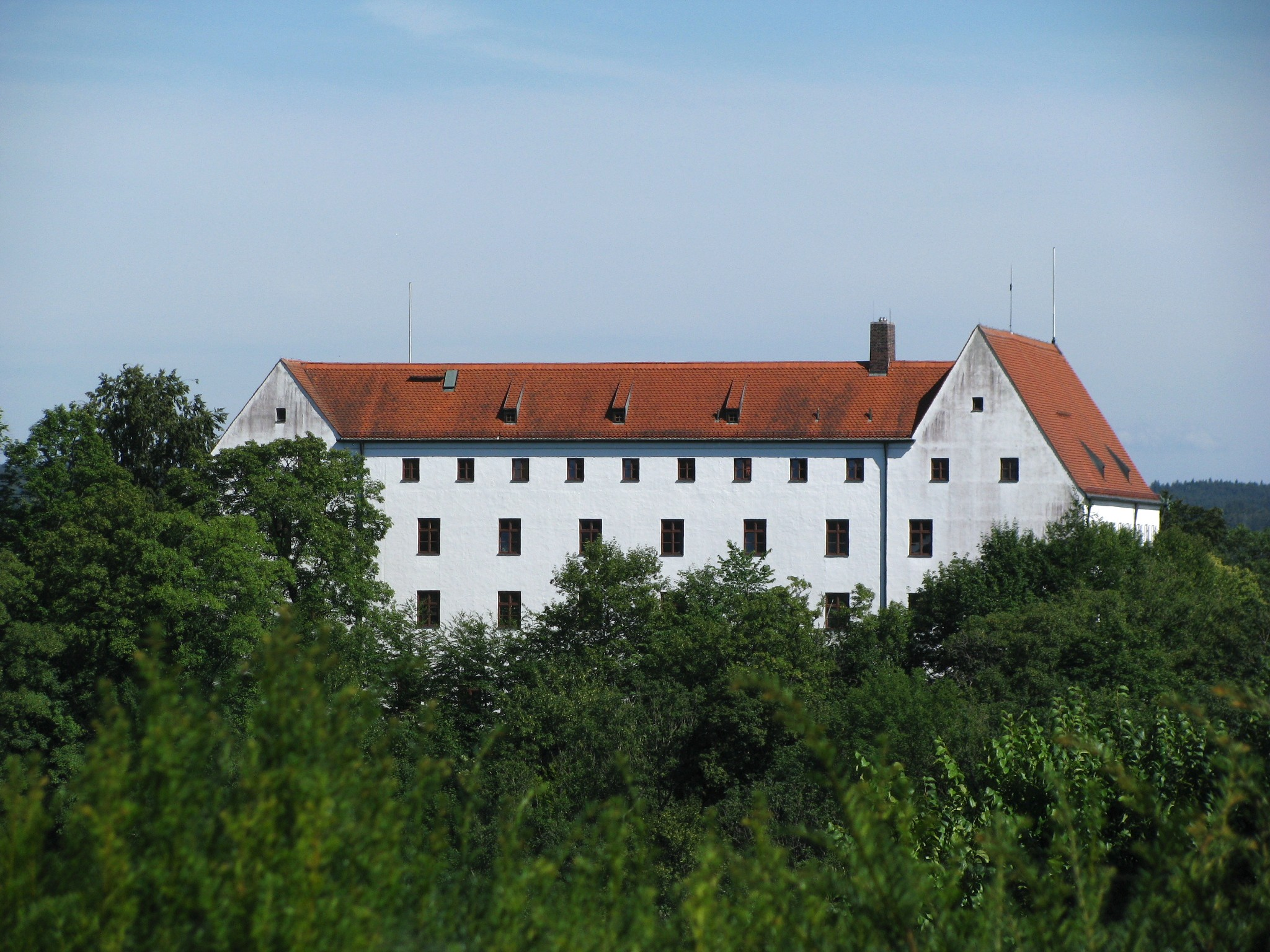
Castelul Starnberg
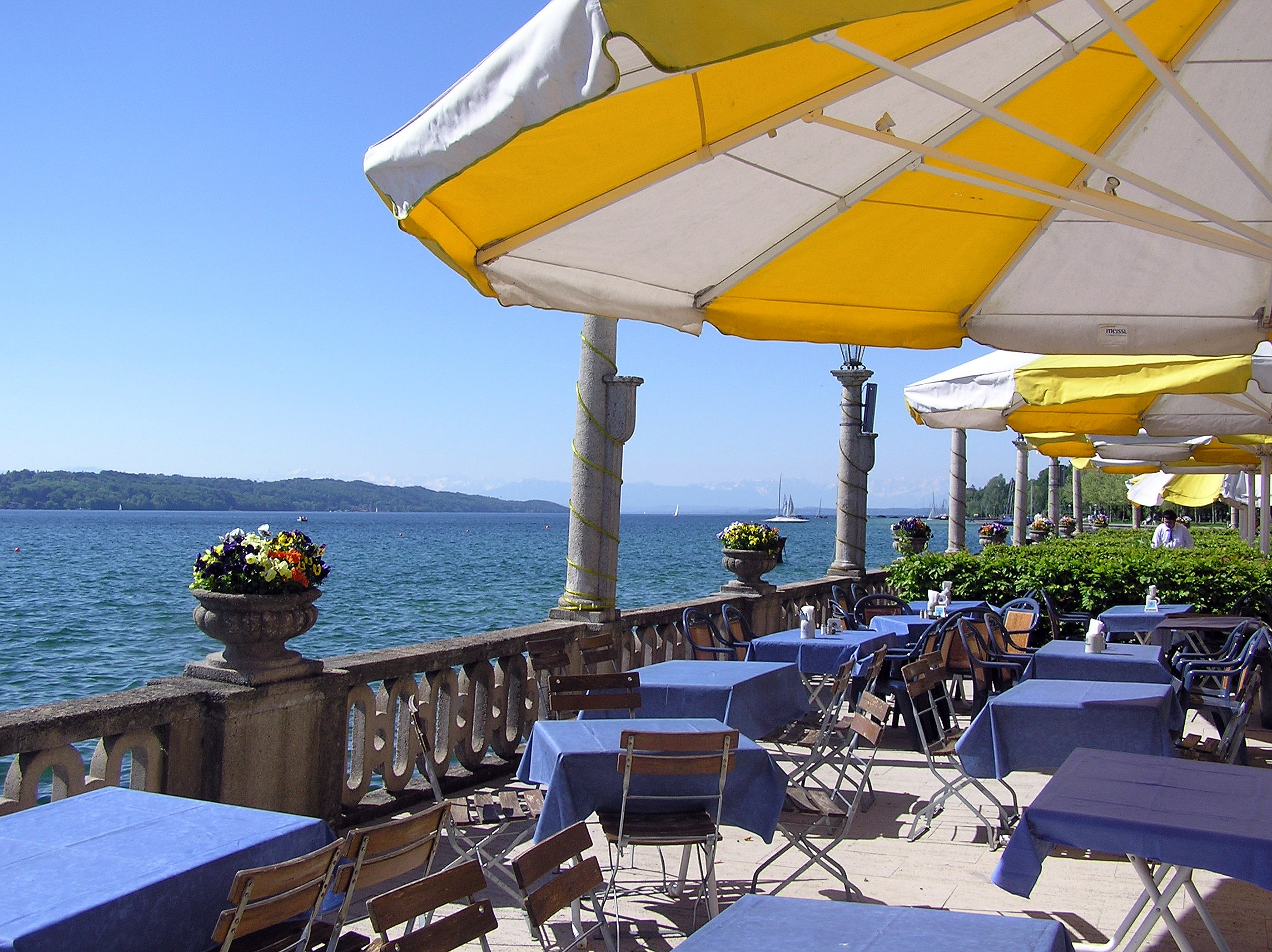
Undosa
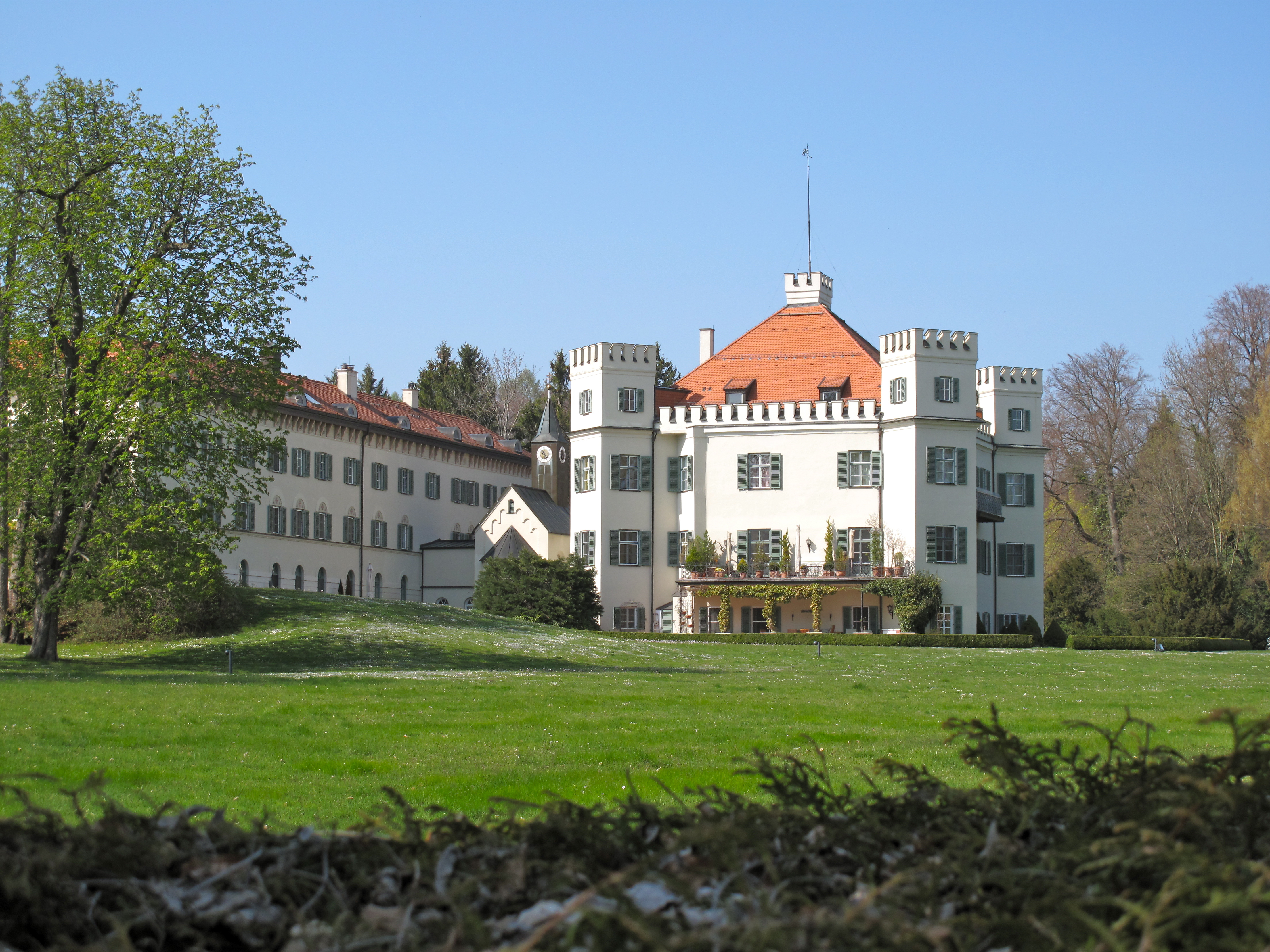
Castelul Possenhofen
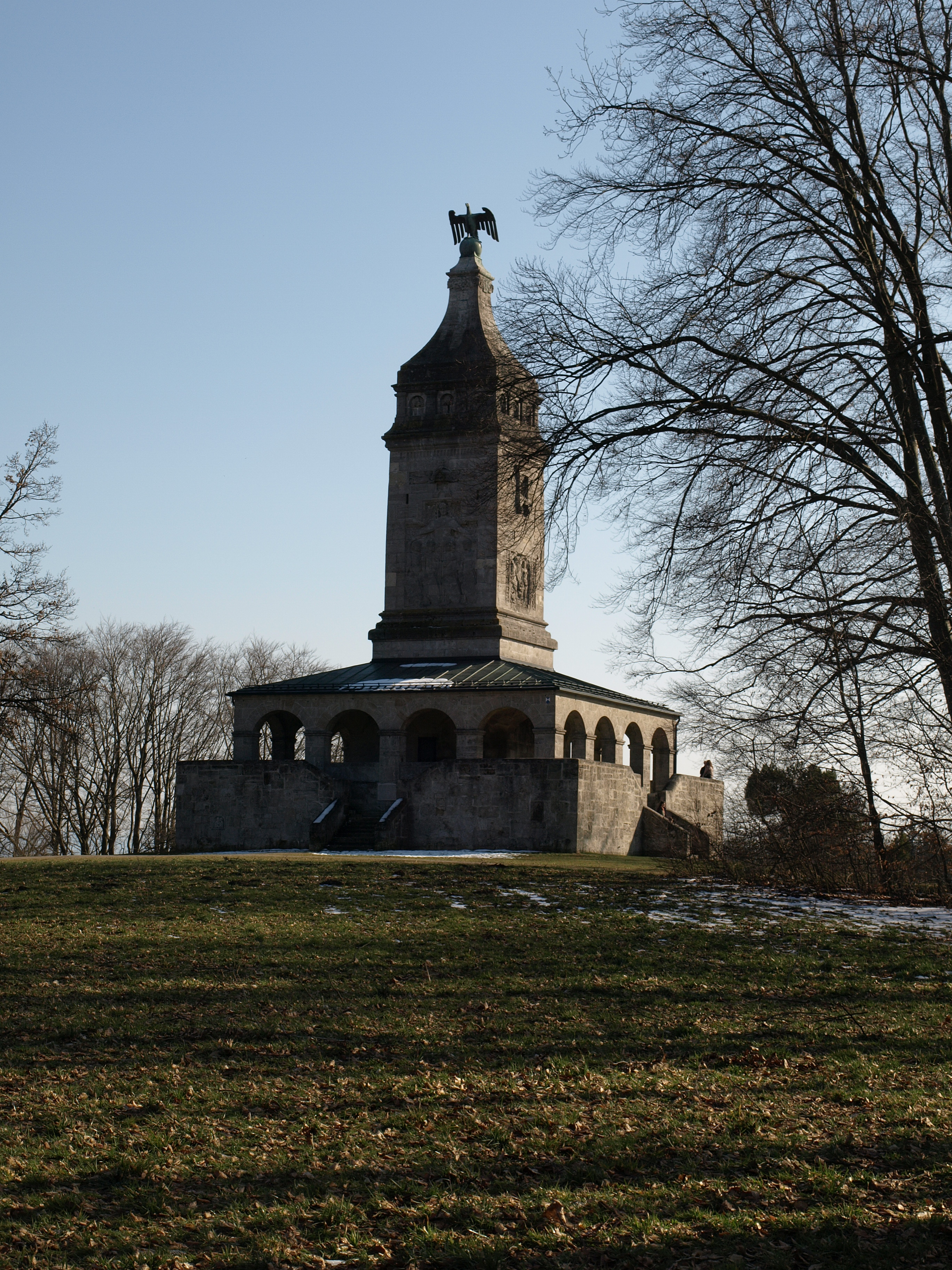
Turnul Bismarck
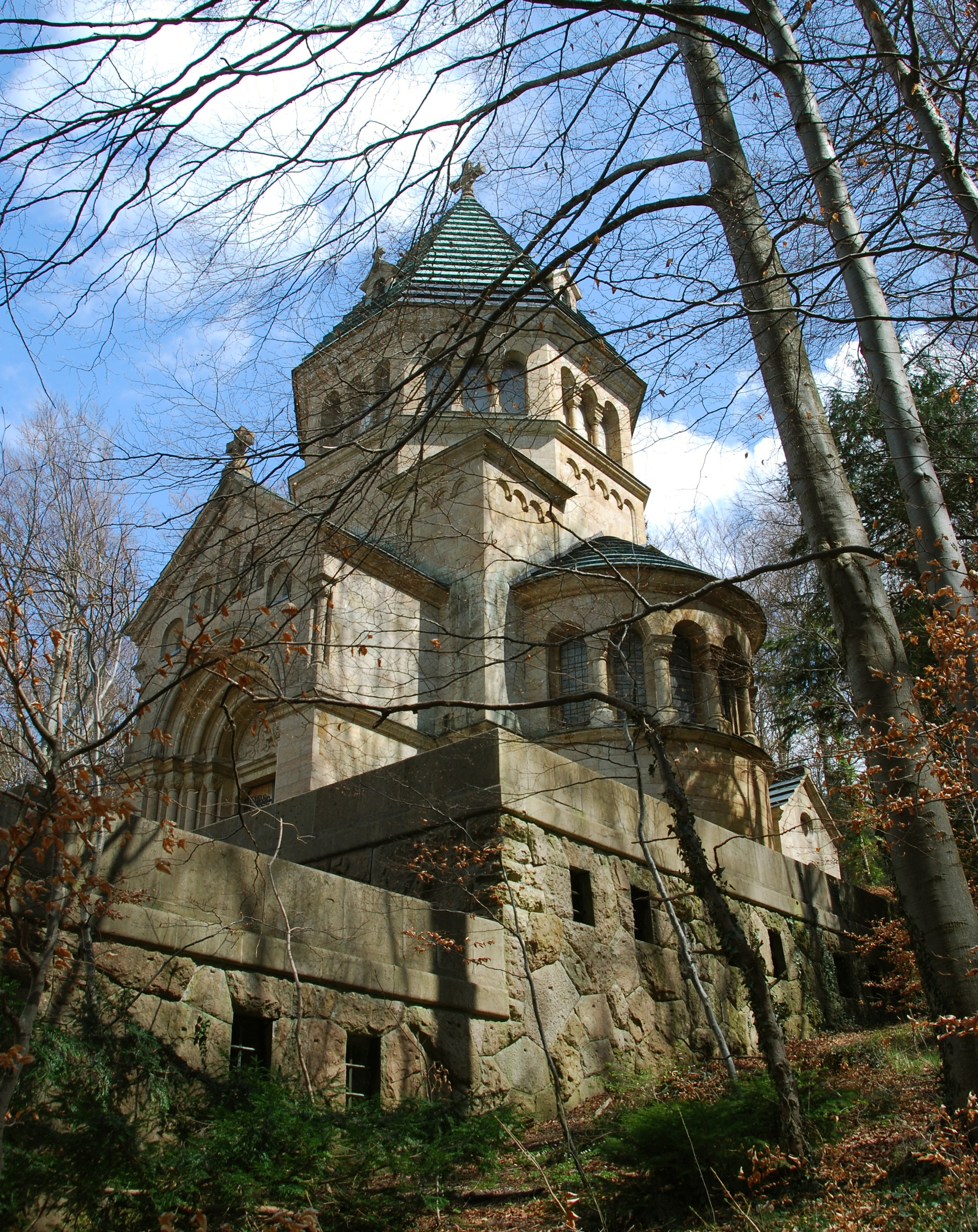
Biserica comemorativă
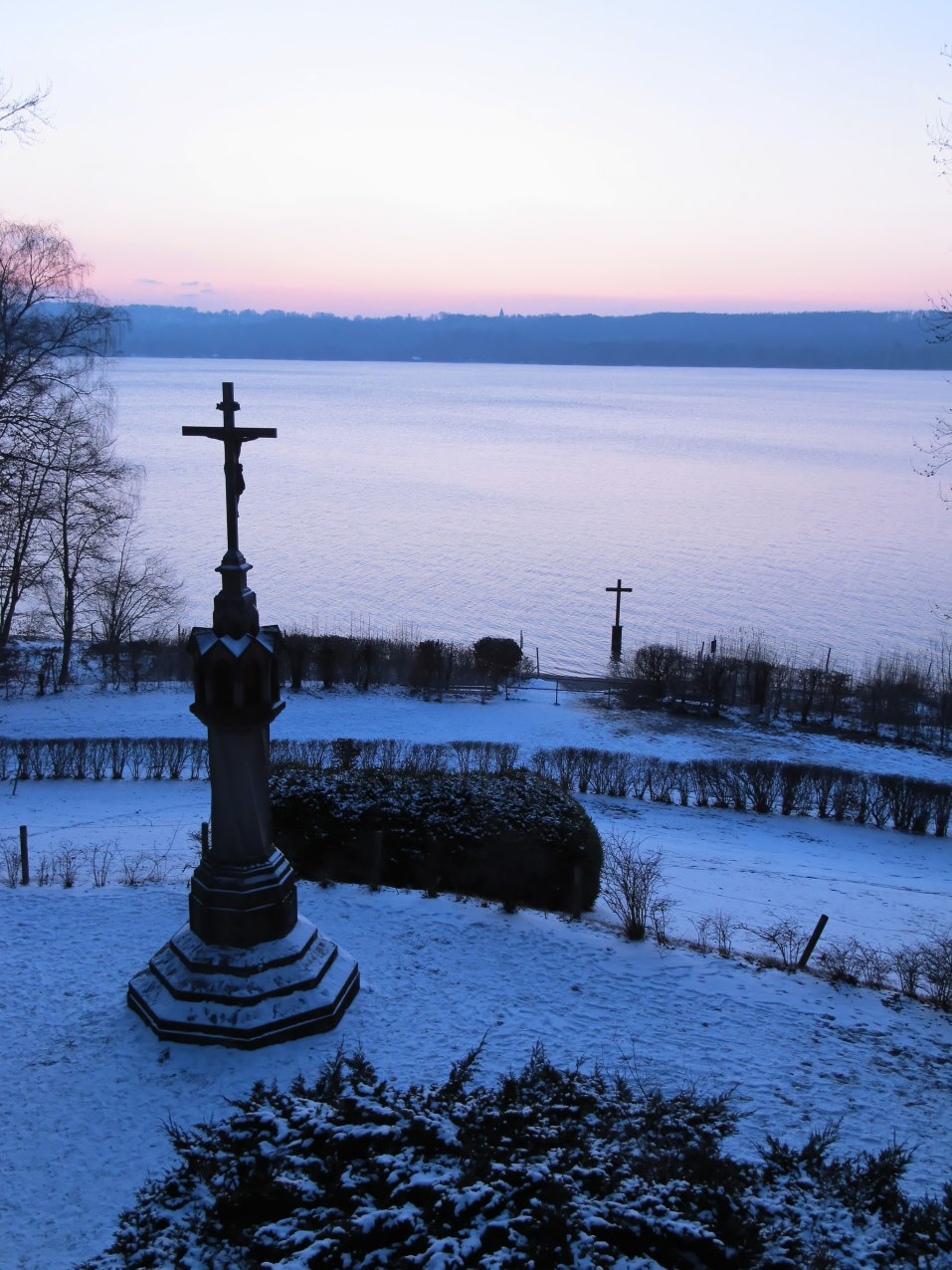
Memorialul la lac
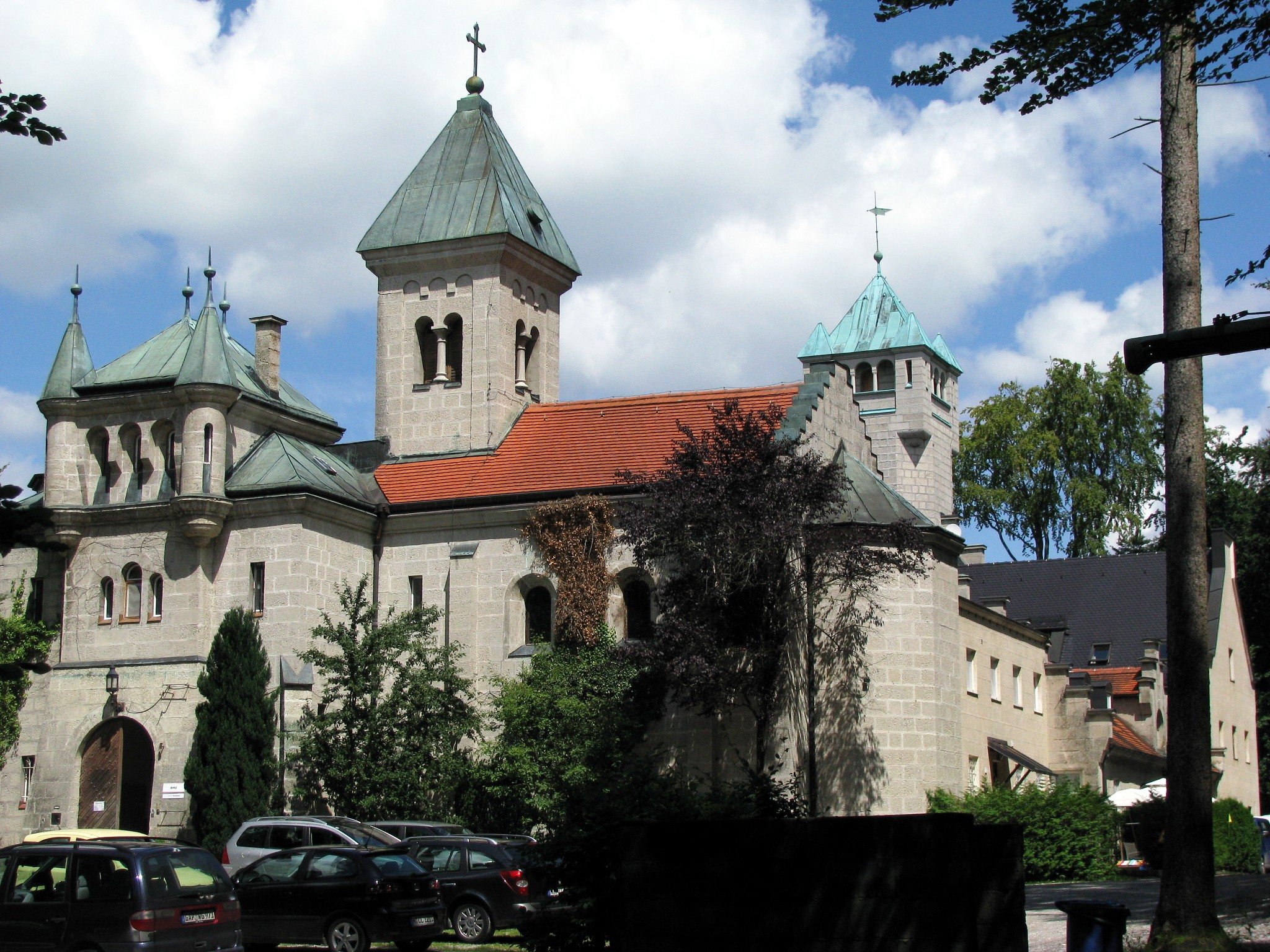
Castelul Seeburg
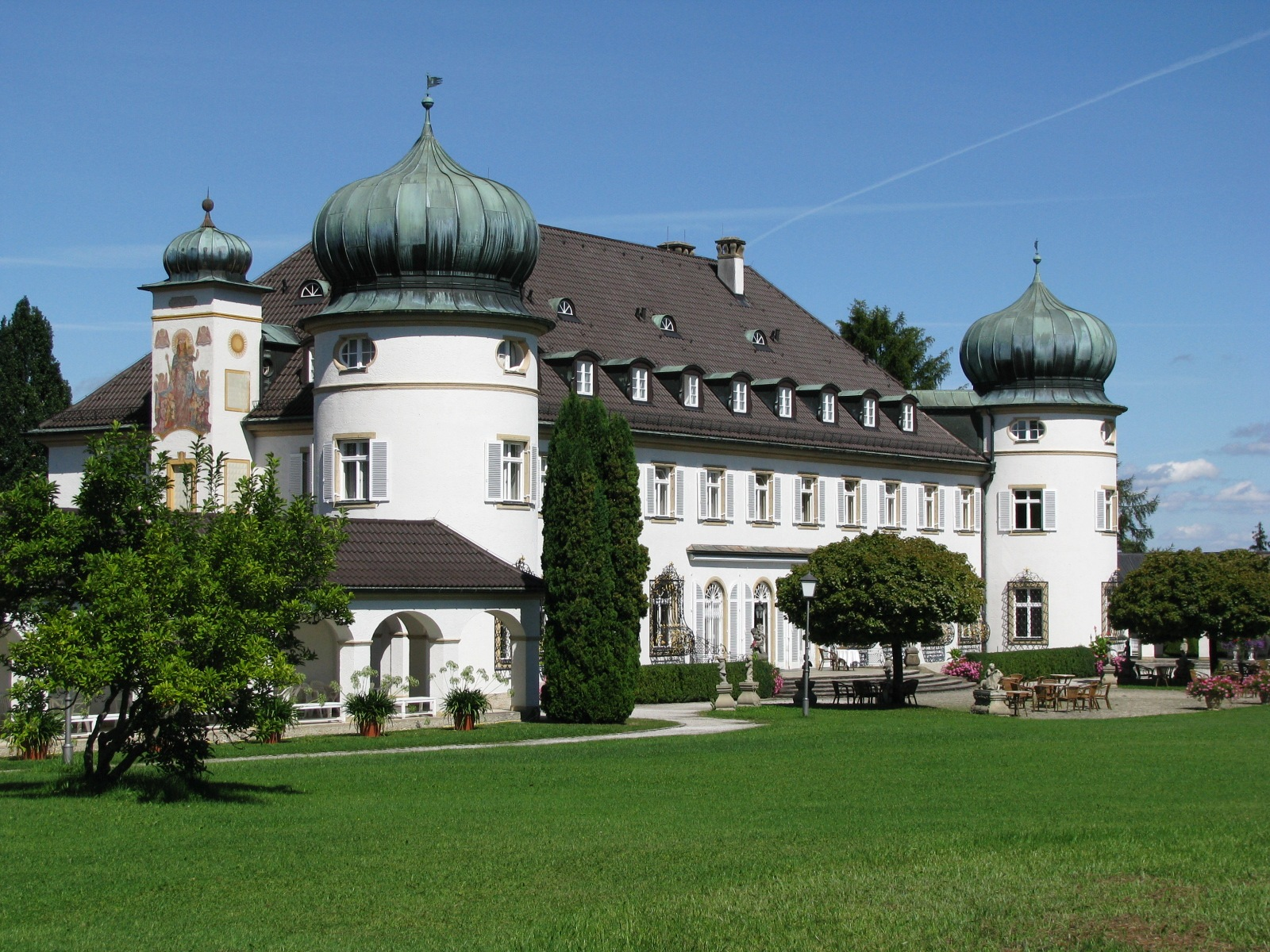
Palatul Höhenried
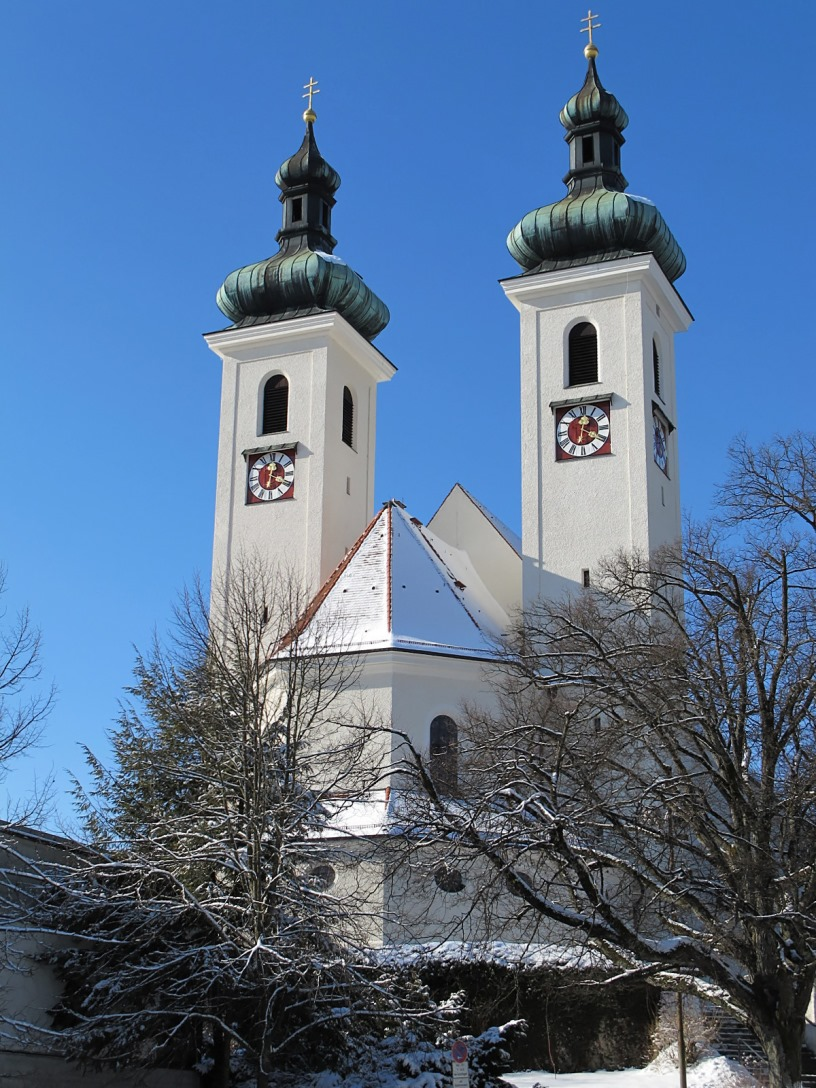
Parohia Sf. Iosif
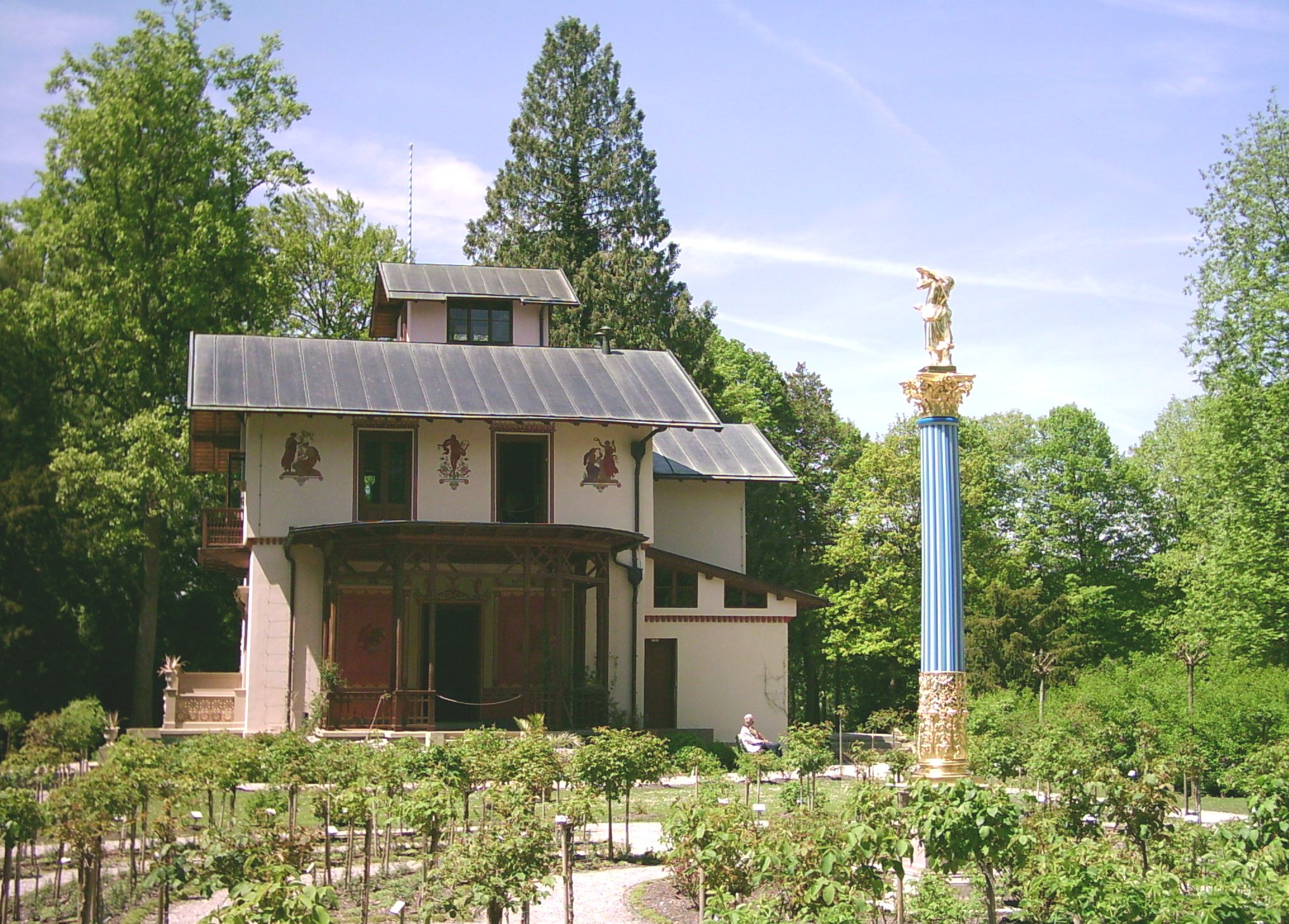
Pe Insula Rozelor

## Galerie de imagini

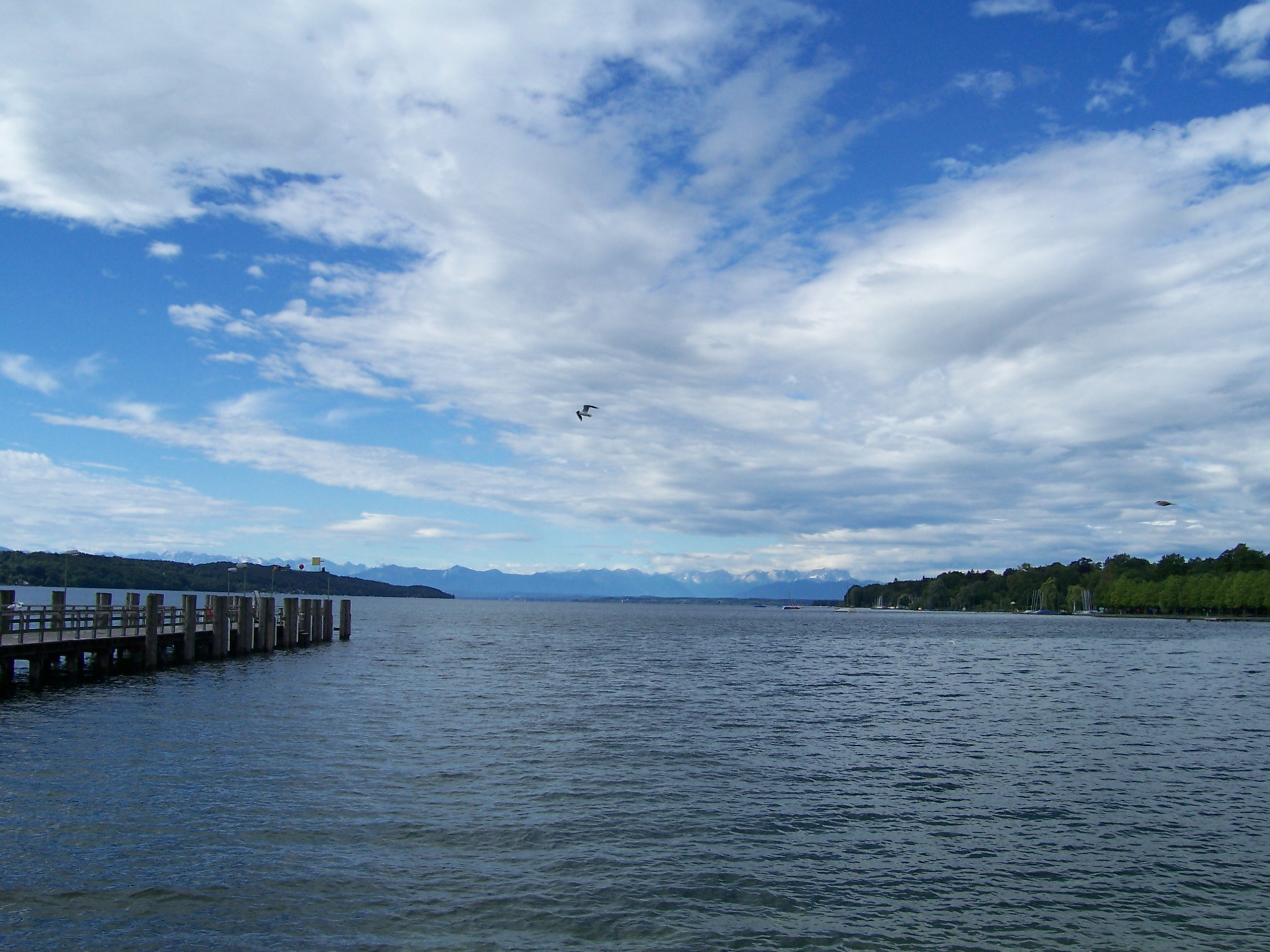
Vedere: Lacul de la Starnberg
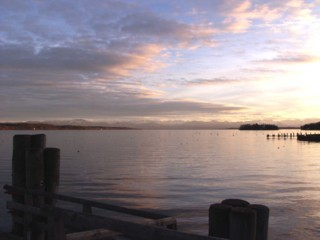
Vedere: Lacul la Possenhofen
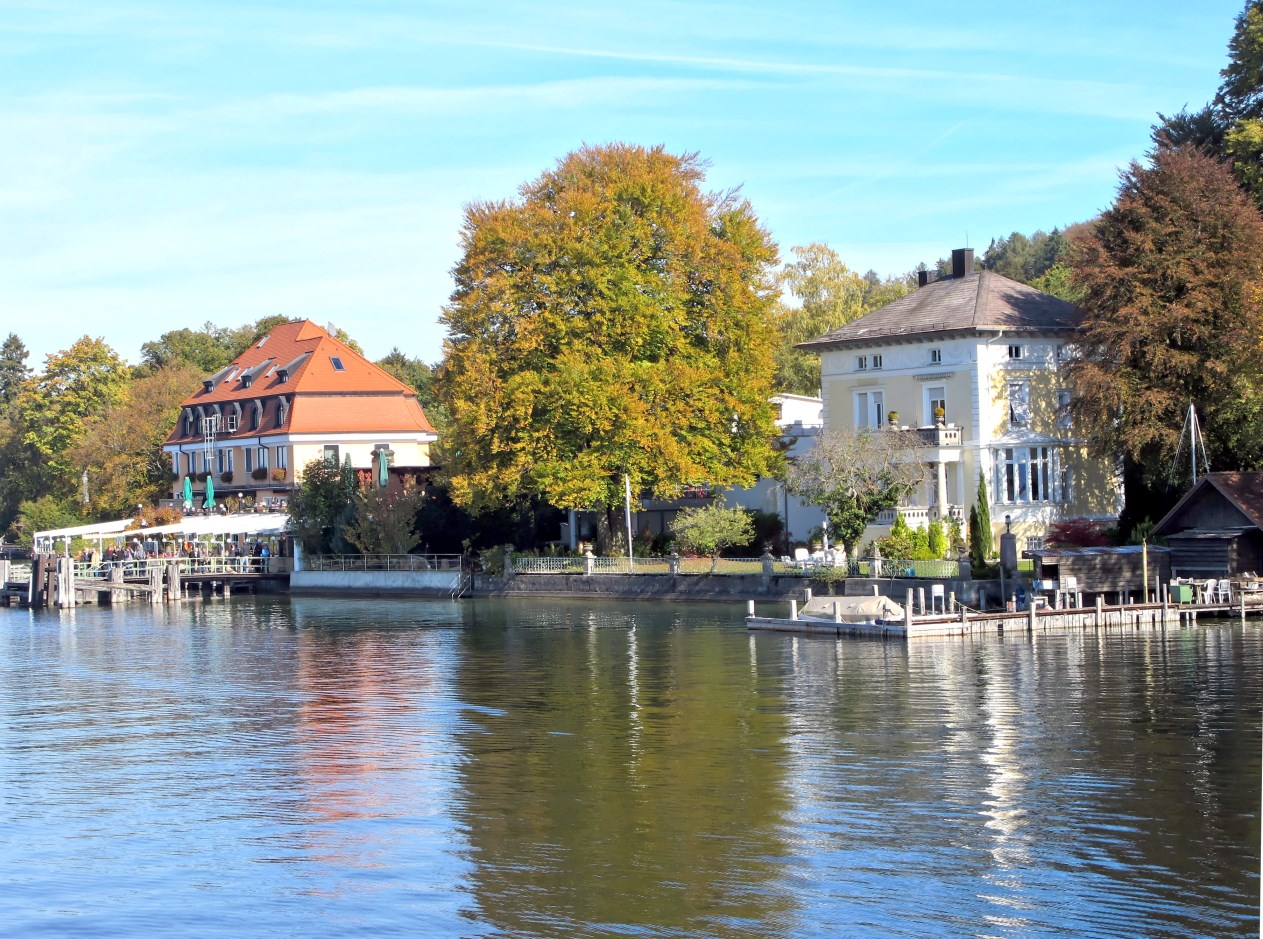
Malul lacului la Berg
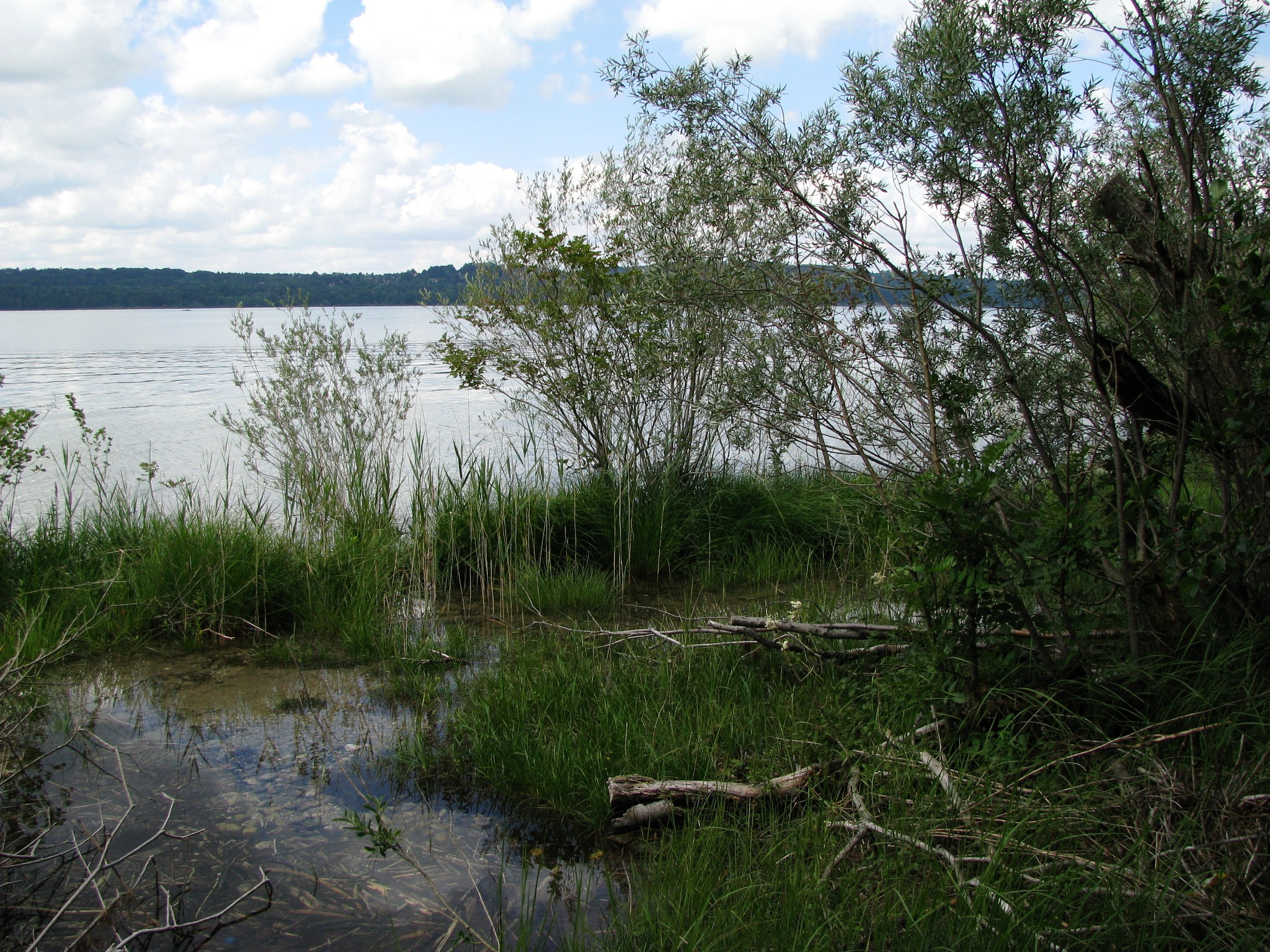
Coasta de est
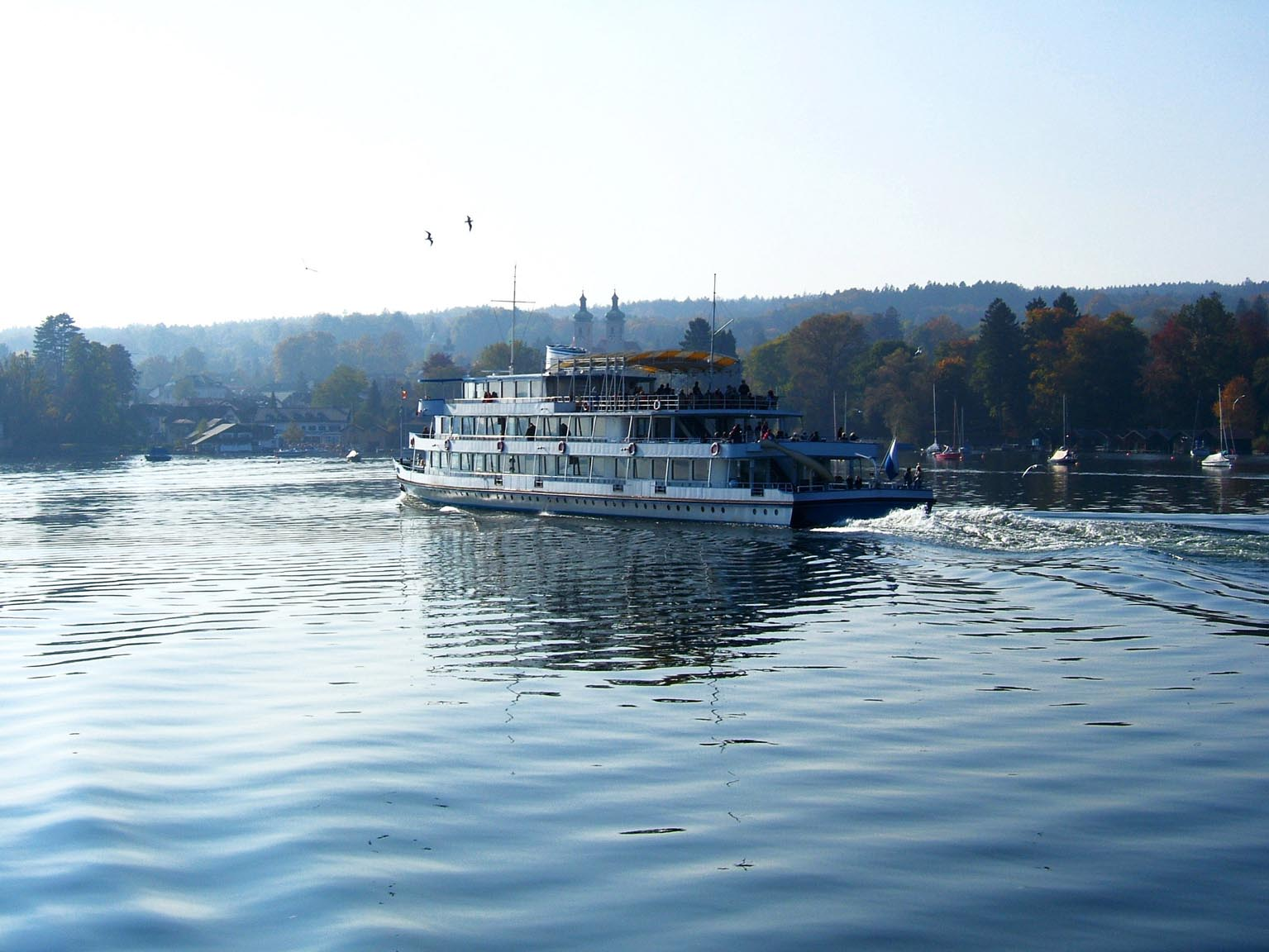
MS Seeshaupt spre Tutzing
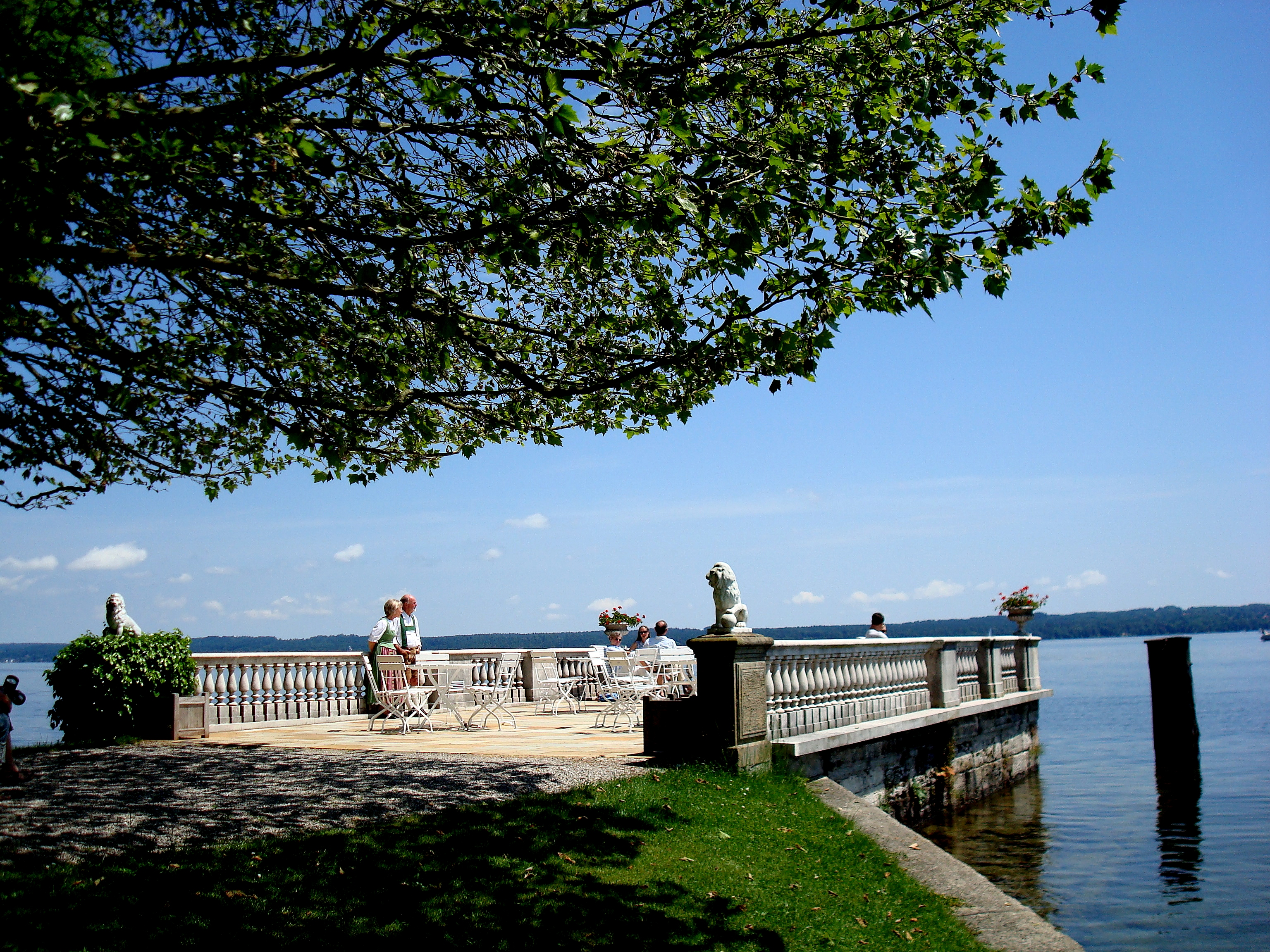
Vedere: Lacul la Tutzing
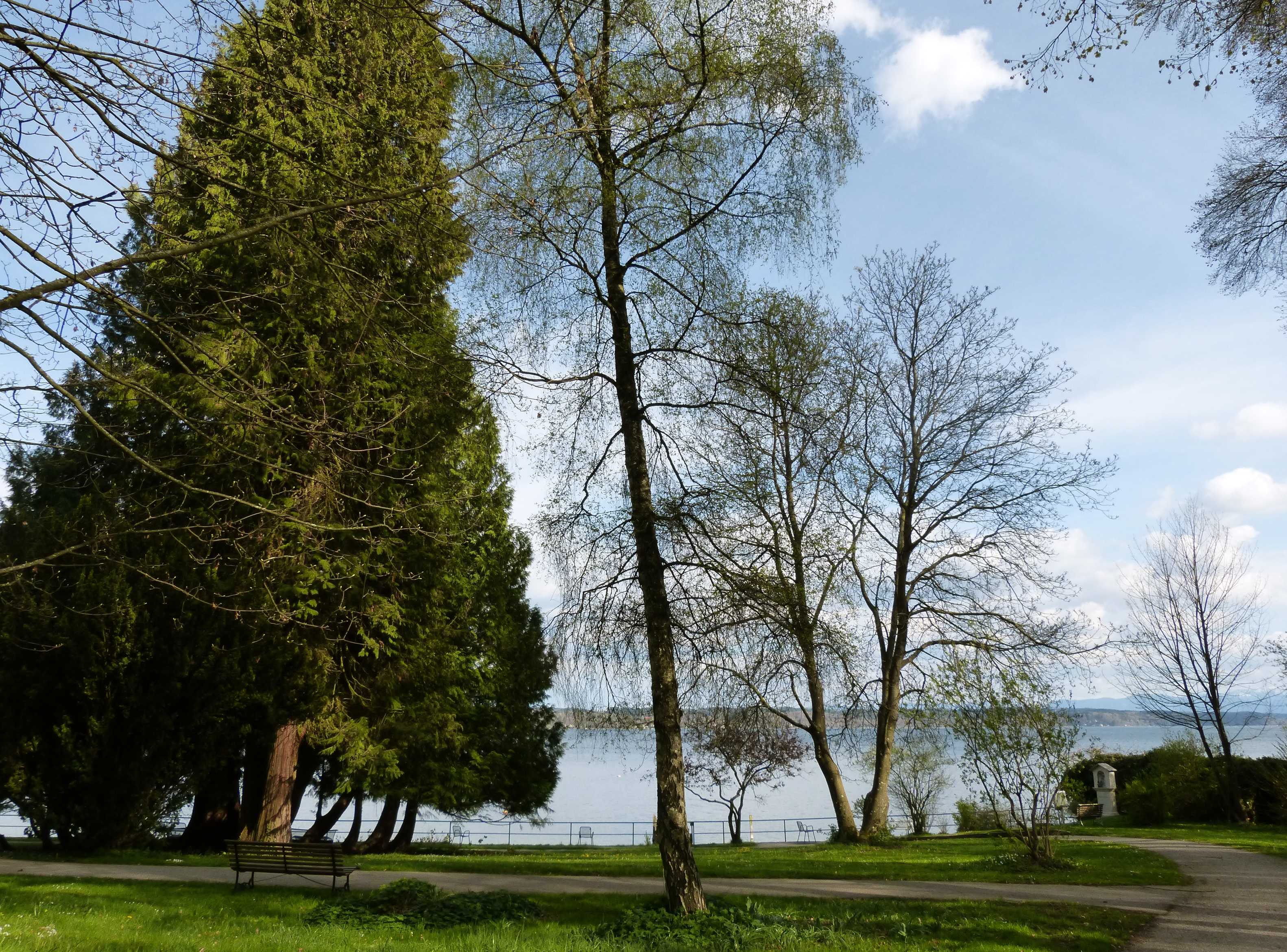
Vedere: Lacul la Garatshausen
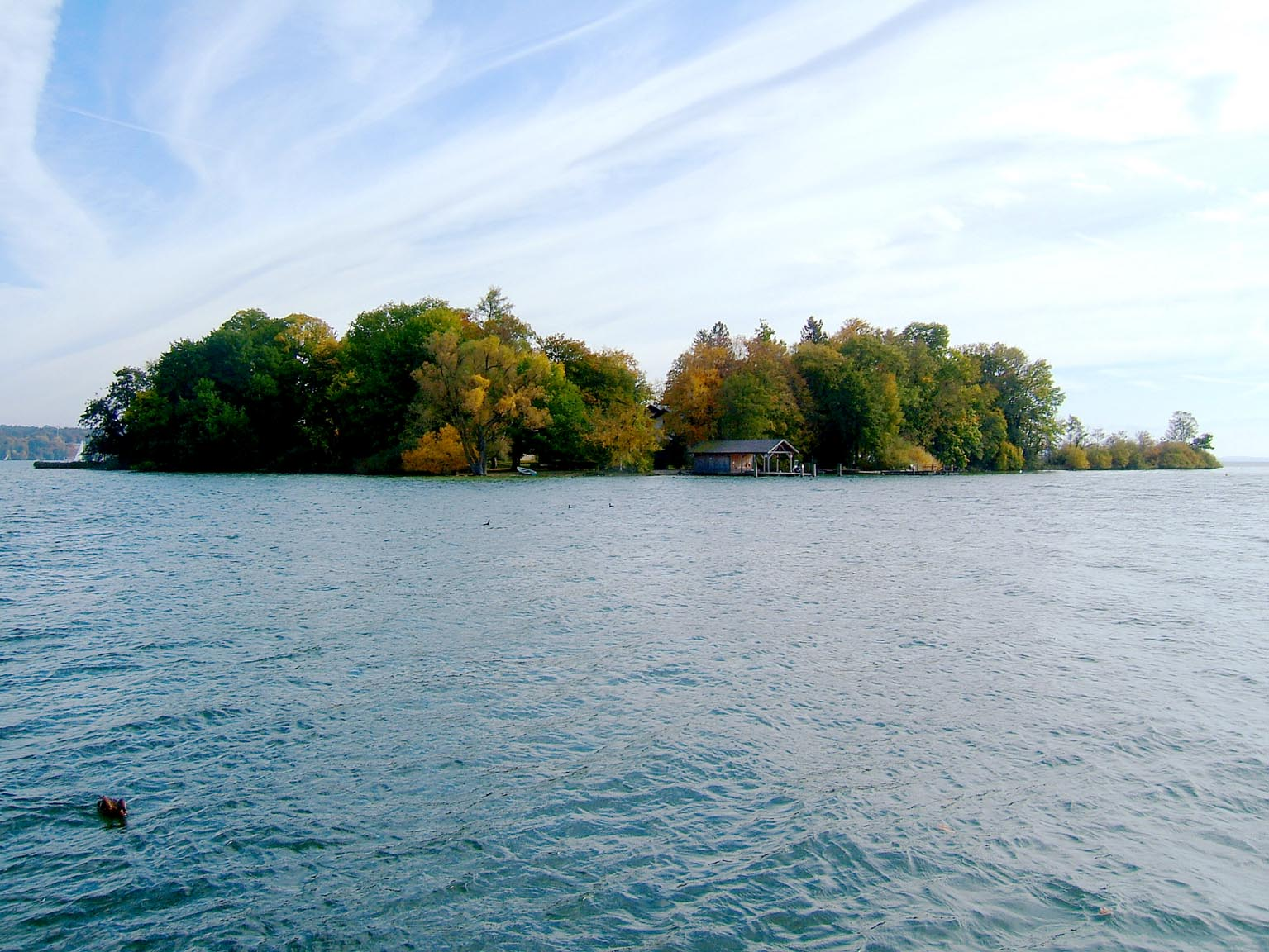
Roseninsel (Insula Rozelor)
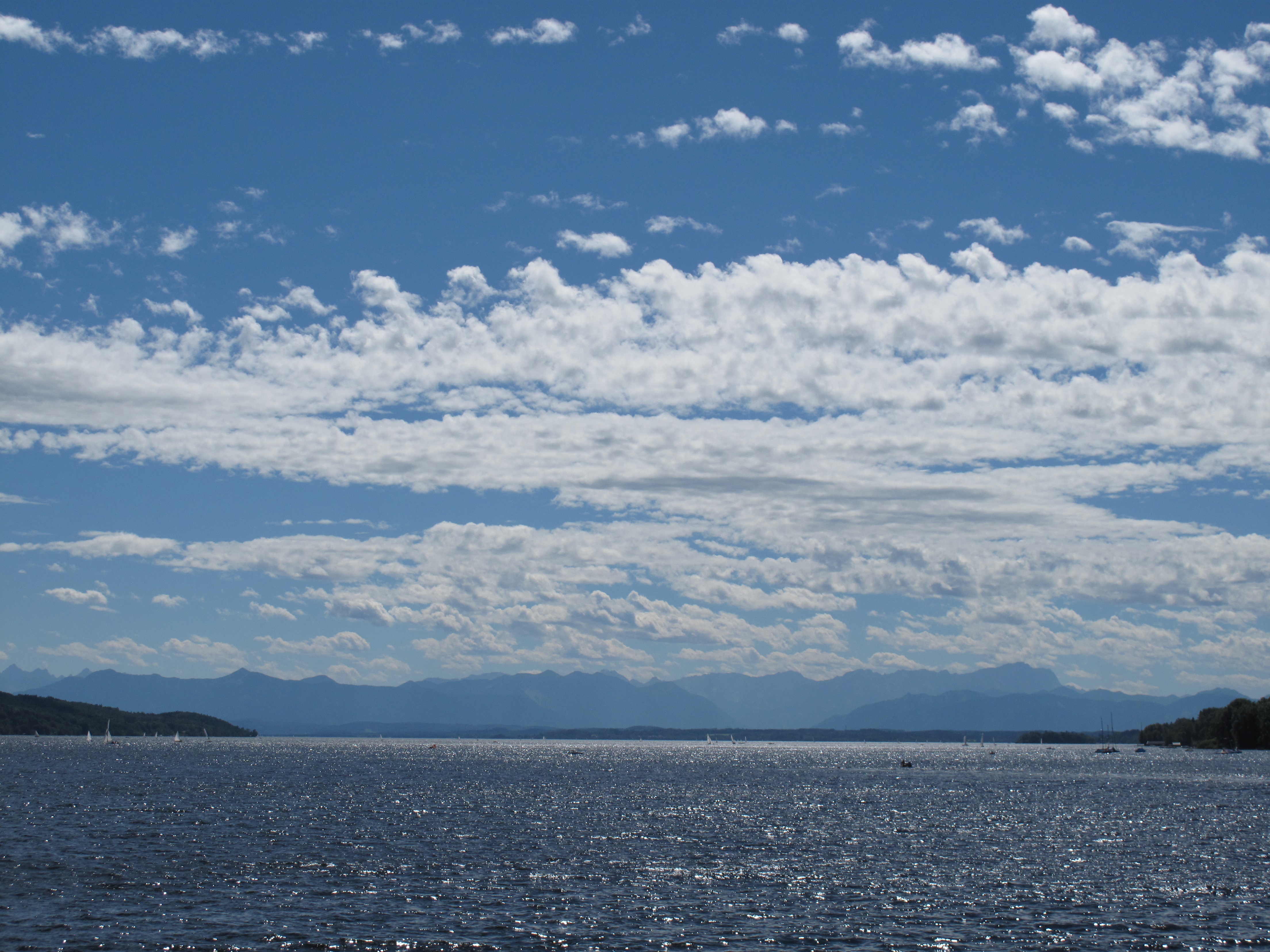
Lacul cu panorama Alpilor
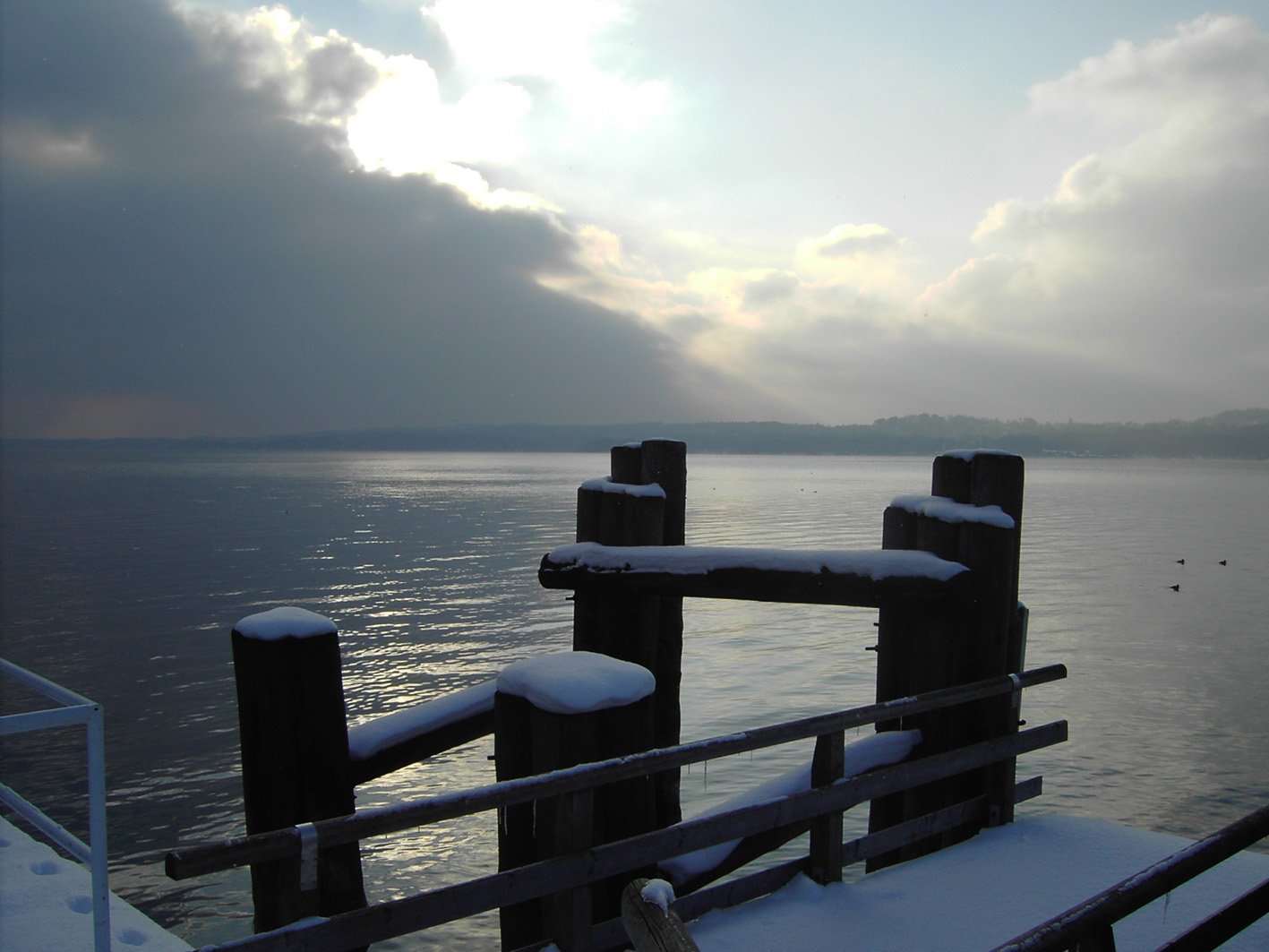
Iarna la Leoni